# Brad Stevens
Pour les articles homonymes, voir Stevens.
Brad Stevens, né le 22 octobre 1976 à Indianapolis dans l'Indiana est un entraîneur de basket-ball professionnel américain et, depuis 2021, dirigeant des Celtics de Boston. Auparavant, il était entraîneur à l'Université Butler d'Indianapolis. C'est un ancien joueur de basket-ball qui a grandi à Zionsville dans l'Indiana, où il a joué dans l'équipe de basket-ball de l'école Zionsville Community High et il détient quatre records scolaires. Après le lycée, il a fréquenté l'Université DePauw, où il joue au basket-ball et obtient un diplôme en économie. Il fait partie plusieurs fois de l'équipe All-conference et a été trois fois nommé à l' Academic All-America.

## Jeunesse
Stevens a grandi à Zionsville dans la banlieue d'Indianapolis, où il a développé son amour pour le basket-ball. À partir de cinq ans, Stevens regarde les matchs de basket-ball enregistrés avant d'aller au jardin d'enfants l'après-midi. Son père le conduit souvent à Bloomington pour regarder les matchs des Hoosiers de l'Indiana.
Stevens rentre à Zionsville Community High School, où il devient un joueur star de basket-ball. Il porte le n°31 en l'honneur de l'arrière des Pacers de l'Indiana Reggie Miller. Au cours de sa première année, il se lève tôt pour s'entraîner au tir dans un gymnase local avant l'école. Son travail acharné porte ses fruits puisque Stevens fait partie de l'équipe universitaire cette même année. À la fin de sa carrière de lycée, Stevens établit des records de carrière scolaire pour les passes, les passes décisives, les interceptions et les tirs à trois points. En 2010, il détient toujours les records de points (1 508), les passes décisives (444), et les interceptions (156), ainsi que le record de points en une saison (644 en 1995). Stevens est nommé dans la All-conference à trois reprises. En 1995, il est nommé le Meilleur joueur et meilleur marqueur de l'état (32,3 points par match).
Malgré une grande passion pour le jeu, Stevens prit conscience que ses compétences basketballistiques restaient modestes et ne pourraient pas l'emmener très loin. Il s'orienta donc vers l'université DePauw où il joua tous les matchs durant son cursus. Il reçut de nombreuses récompenses au niveau sportif et fut nommé à trois reprises pour le Academic All-America. Il fut nommé capitaine des Tigers durant son année senior. Il tourna à 8 points de moyenne par match durant sa carrière. Son record de points s'élève à 24 points. Après sa dernière année, il reçut le Coach's Award. Son coach, Bill Fenlon décrivit Stevens comme "l'un des joueurs les plus altruistes, et orienté vers l'équipe que je n'ai jamais côtoyé". À DePauw, Stevens faisait partie de plusieurs associations de gestion. Pendant l'été, il participait aux camps de basketball de l'université de Butler. En 1999, il sort de DePauw avec une licence en économie.

## Carrière universitaire
Stevens rejoint l'équipe de basket-ball de Butler en tant que bénévole avant la saison 2000-01 après avoir quitté son emploi chez Eli Lilly and Company. Il est promu à un poste d'entraîneur-adjoint à temps plein pour la saison 2001-02. Pendant sa période en tant qu'assistant, Stevens fut actif dans tous les aspects du jeu. Durant cette période avec Stevens en tant qu'assistant, Butler affichait un bilan de 131 victoires pour 61 défaites

### Entraineur NCAA

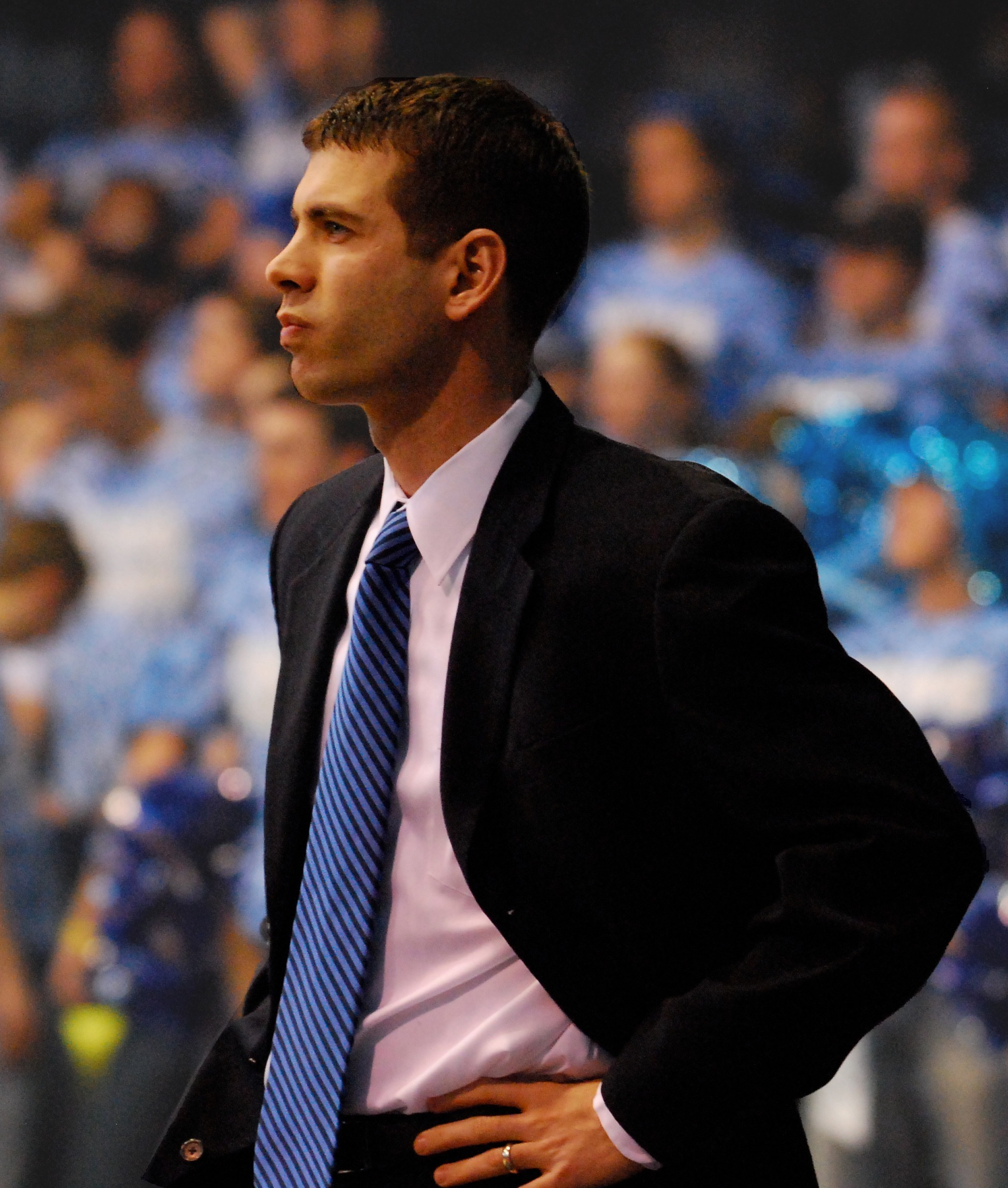
Brad Stevens sur le bord du terrain avec Butler.

Le 4 avril 2007 il devient l'entraîneur-chef après le départ de Todd Lickliter pour les Hawkeyes de l'Iowa. Les joueurs de Butler eurent une conversation avec le directeur athlétique Barry Collier et lui demandèrent de nommer un membre du staff. Prenant en compte l'entente entre les assistants et les joueurs Collier accepta. Il décida donc de s'entretenir avec les assistants avant de nommer Stevens en tant qu'entraineur. . Selon Collier, Stevens avait plus d'expérience après ses six années au cœur du système des Bulldogs. "L'âge n'était pas un facteur car j'avais remarqué ses capacités durant la saison précédente" affirma Collier.
Lors de sa première année, Stevens conduit Butler à un bilan de 30 victoires, devenant ainsi le troisième plus jeune entraîneur dans l'histoire NCAA Division I à réussir une saison à 30 victoires.
En 2010, au cours de sa troisième année d'entraîneur, Stevens bat le record de la NCAA pour le plus grand nombre de victoires pendant les trois premières années d'entraîneur, dépassant le précédent record de huit unités. En séries éliminatoires, Stevens conduit Butler au premier Final Four de l'histoire de l'école. À 33 ans, Stevens devient le second plus jeune entraîneur à disputer une finale du Championnat NCAA de basket-ball, perdant 61-59 contre les Blue Devils de Duke. Peu après la saison terminée, il signe une prolongation de contrat avec Butler pour la saison 2011-12. Avec l'équipe 2010-11 il participe encore au Final Four et devient le 4 avril 2011 le plus jeune entraîneur à participer à deux finales. Mais pour la seconde année consécutive les Bulldogs sont battus par les Huskies du Connecticut 53 à 41.
Son bilan de head coach est de 166 victoires pour 49 défaites.

## Carrière NBA

### Celtics de Boston (2013-2021)
Le 3 juillet 2013, il est nommé entraîneur des Celtics de Boston, en remplacement de Doc Rivers parti entraîner les Clippers de Los Angeles. Depuis son arrivée à Boston en 2013, les résultats apportés par Stevens ne cessent de s'améliorer. En effet, les résultats sont visibles dès sa deuxième campagne, où les Celtics parviennent à accrocher les playoffs durant la saison 2014-2015. Pendant la saison 2015-2016, les Celtics parviennent même à la cinquième position de la conférence Est, deux de mieux que l’an saison précédente. Le 16 avril 2015, Stevens est nommé entraîneur du mois d'avril de la conférence Est. 
Le 28 février 2016, Stevens est nommé entraîneur du mois de février de la conférence Est. Le 3 février 2017, Stevens a été nommé entraîneur de la Conférence Est pour le NBA All-Star Game 2017. Il améliore à nouveau son taux de victoires lors de la saison 2016-2017, menant son équipe à la première place de la Conférence Est à l'issue de la saison régulière. Par la suite, lors de la campagne de playoffs, les Celtics atteignent la finale de conférence pour la première fois depuis 2011-2012. Brad Stevens et ses joueurs sont éliminés par les Cavaliers de Cleveland, menés par LeBron James, comme 5 ans auparavant lorsqu'il jouait au Heat de Miami.
Le 4 juillet 2017, Stevens a retrouvé son ancien joueur de l’université, Gordon Hayward, lorsque ce dernier signe un contrat pour jouer avec les Celtics. Au cours de la saison 2017-2018, la formation des Celtics a connu un changement massif, alors qu'Isaiah Thomas, deux fois All-Star, a été échangé contre Kyrie Irving aux Cavaliers de Cleveland. Stevens et les Celtics ont terminé la saison à la seconde place de la conférence, malgré la perte de Hayward pour la saison, à la suite d'une grave blessure à la cheville lors du premier match de la saison. Même si Irving a manqué les playoffs, Stevens a mené à nouveau son équipe en finale de conférence contre les Cavaliers de Cleveland, mais s'est de nouveau incliné. Stevens a été considéré comme un favori pour le titre d'entraîneur de l'année, mais a perdu contre Dwane Casey des Raptors de Toronto.
Depuis son arrivée, plusieurs coaches, dont Gregg Popovich, ont complimenté les qualités de coaching de Stevens. De plus, son recrutement par le directeur exécutif des opérations de basket-ball des Celtics, Danny Ainge, a poussé d'autres équipes à réitérer l'expérience d'engager un coach provenant directement de la NCAA.
Le 2 juin 2021, Brad Stevens quitte son poste d'entraîneur et remplace Danny Ainge pour devenir président des opérations basket.

## Statistiques en tant qu'entraîneur NBA
| Participation en playoffs |

| Équipe | Année     | Saison régulière | Saison régulière | Saison régulière | Saison régulière           | Playoffs  | Playoffs | Playoffs | Playoffs                                                           |
| Équipe | Année     | Victoires        | Défaites         | %                | Classement                 | Victoires | Défaites | %        | Résultat                                                           |
| ------ | --------- | ---------------- | ---------------- | ---------------- | -------------------------- | --------- | -------- | -------- | ------------------------------------------------------------------ |
| Boston | 2013-2014 | 25               | 57               | 30,5             | 4e en division Atlantique  | -         | -        | -        | Pas de playoffs                                                    |
| Boston | 2014-2015 | 40               | 42               | 48,8             | 2e en division Atlantique  | 0         | 4        | 0        | Défaite contre les Cavaliers de Cleveland au premier tour          |
| Boston | 2015-2016 | 48               | 34               | 58,5             | 2e en division Atlantique  | 2         | 4        | 33,3     | Défaite contre les Hawks d'Atlanta au premier tour                 |
| Boston | 2016-2017 | 53               | 29               | 64,6             | 1er en division Atlantique | 9         | 9        | 50,0     | Défaite contre les Cavaliers de Cleveland en finale de conférence  |
| Boston | 2017-2018 | 55               | 27               | 67,1             | 2e en division Atlantique  | 11        | 8        | 57,9     | Défaite contre les Cavaliers de Cleveland en finale de conférence  |
| Boston | 2018-2019 | 49               | 33               | 59,8             | 3e en division Atlantique  | 5         | 4        | 55,6     | Défaite contre les Bucks de Milwaukee en demi-finale de conférence |
| Boston | 2019-2020 | 48               | 24               | 66,7             | 2e en division Atlantique  | 10        | 7        | 58,8     | Défaite contre le Heat de Miami en finale de conférence            |
| Boston | 2020-2021 | 36               | 36               | 50,0             | 4e en division Atlantique  | 1         | 4        | 20,0     | Défaite contre les Nets de Brooklyn au premier tour                |
| Total  | Total     | 354              | 282              | 55,7             |                            | 38        | 40       | 48,7     |                                                                    |

## Récompenses individuelles
- 2x Entraîneur du mois de la conférence Est avec les Celtics de Boston